# Sudanesische Streitkräfte

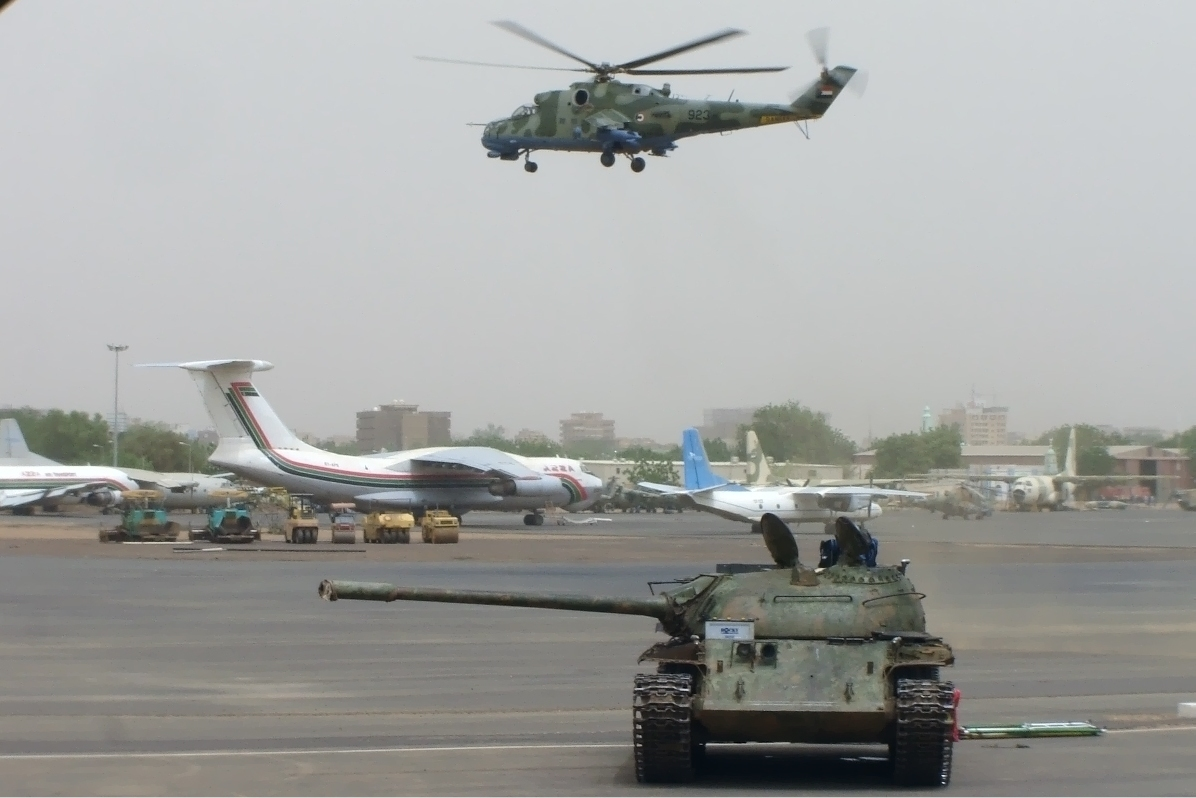
Sudanesischer Militärhubschrauber Mil Mi-24 und Panzer am Flughafen Khartum 2006

Die Sudanesischen Streitkräfte (arabisch القوات المسلحة السودانية, DMG al-Quwwāt al-musallaḥa as-sūdāniyya, englisch Sudanese Armed Forces, kurz SAF) sind das Militär des Sudan. Es herrscht eine ein- bis zweijährige Wehrpflicht für alle Männer und Frauen im Alter zwischen 18 und 33 Jahren. Die Streitkräfte bestehen aus den Teilstreitkräften Heer, Luftwaffe und Marine; außerdem sind zahlreiche paramilitärische Einheiten vorhanden. Da der Sudan seit 1989 von einer Militärregierung geführt wird, haben die Streitkräfte großen Einfluss in der nationalen Wirtschaft und Politik. Traditionell ist das Militär im Sudan eine prägende Kraft, das seine Tradition aus dem zeitweise erfolgreichen Mahdi-Aufstand im 19. Jahrhundert bezieht. International berüchtigt und von vielen Staaten geächtet sind die Streitkräfte des Sudan für die zahlreichen ihnen zur Last gelegten Menschenrechtsverletzungen.
Militärhilfe erhält die Volksarmee des Sudan vor allem mit der Volksrepublik China und Saudi-Arabien, sowie von Russland und Belarus. Die bis dahin enge Partnerschaft zur Islamischen Republik Iran wurde 2015 aufgegeben.
Gegen den Sudan sind Wirtschaftssanktionen westlicher Länder in Kraft, da das Land ab 1993 auf der von den USA geführten Liste der Terrorismus unterstützenden Staaten stand; dies wirkte sich auch auf die Rüstungskäufe aus. Zudem besteht gegen den Sudan wegen des Darfur-Konflikts ein UN-Waffenembargo für Waffen, die in Darfur eingesetzt werden könnten. 2020 wurde das Land von den USA von der Liste der terrorunterstützenden Staaten genommen.
2020 lagen die Ausgaben für die Armee bei rund 934 Mio. US-Dollar. In den letzten Jahren kam es zu verstärkten Einsätzen der Armee im Ausland, wobei der Vorwurf im Raum steht, dass der Sudan seine Soldaten als Söldner vermietet. So soll der Sudan 2012 2,2 Mrd. US-Dollar für den Einsatz seiner Armee im Jemen erhalten haben.

## Geschichte
Im Jahre 1925 gründeten die Briten als Kolonialmacht im anglo-ägyptischen Sudan die Sudan Defence Force als Keimzelle des sudanesischen Militärs. Seit der 1. Januar 1956 ausgerufenen Unabhängigkeit des Sudan spielte das Militär eine entscheidende Rolle in der Politik des Landes. Die heutigen Sudan People's Armed Forces wurden nach einem Militärputsch 1989 offiziell im Jahre 1990 neu gegründet und unterstehen dem Präsidenten.
Der deutsche Verteidigungsminister Franz Josef Strauß (CSU) wollte den Einfluss der damals noch jungen DDR in den Ländern Afrikas eindämmen. Er startete 1961 deutsche Rüstungshilfen für die SPAF und das pro-westliche Regime im Sudan. Heckler&Koch lieferte 30.000 G3-Sturmgewehre, mehrere tausend MP5-Maschinenpistolen und HK21-Maschinengewehre. Dazu wurden MG3-Maschinengewehre von Rheinmetall und Mercedes-LKWs in den Sudan geliefert. Die Bundesrepublik förderte den Aufbau einer Munitionsfabrik durch die bundeseigene Fritz Werner AG. Die Waffen sind bei der sudanesischen Armee teilweise noch im Einsatz und tauchten im Krieg im Jemen ab 2015 ebenfalls wieder auf.
Nach jahrzehntelangem Sezessionskrieg im Südsudan von 1955 bis 1972 und noch einmal von 1983 bis 2005 wurde im Jahre 2005 die autonome Region Südsudan gebildet. Am 9. Juli 2011 wurde Südsudan unabhängig. Die Unabhängigkeitserklärung wurde vom Sudan am 8. Juli anerkannt. Am 4. Februar 2012 meinte der damalige sudanesische Präsident al-Baschir, dass ein Krieg zwischen den beiden Staaten möglich sei. Am 11. Februar unterzeichneten beide Staaten in Addis Abeba einen Nicht-Angriffspakt. Jedoch werden immer wieder neue Angriffe gemeldet. Die Vereinten Nationen und die USA forderten ein Ende der Gewalt. Am 12. April 2012 erklärte die sudanesische Regierung, alle Verhandlungen mit „dem Feind“ abzubrechen und beschloss die Generalmobilmachung. Seither gibt es immer wieder kleinere Auseinandersetzungen. Die Konflikte konnten später mit Ausnahme des Status des umstrittenen Abyei beigelegt werden. Im Zuge der Unruhen im Südsudan begannen wieder Verhandlungen mit dem Sudan, bei denen al-Baschir die Bildung gemeinsamer Armeeeinheiten vorschlug.
2019 setzte die Armee den langjährigen Präsidenten und Oberbefehlshaber Umar al-Baschir ab und übernahm selbst die Staatsführung, nach eigenen Angaben für eine zweijährige Übergangsphase. Das Militär wurde durch von Veteranen der al-Bashir’s Regierung gestützt, die nach 2020 eine Amnestie erhielten und in die zivile Regierung integriert wurden.
Seit einem neuerlichen Putsch des Militärs ist Oberbefehlshaber General Abdel Fattah al-Burhan de facto Präsident des Landes.
2023 forderten Teile der Bevölkerung die Rückgabe lukrativer wirtschaftlicher Beteiligungen des Militärs in Landwirtschaft, dem Handel und verschiedenen Industrien des Landes. Zudem forderten zivile Kräfte, die Kontrolle über das Militär wieder zu erlangen und die Integration der mächtigen ehemaligen Milizen, die später als RSF agieren in die reguläre Armee. Am 15. April 2023 griffen Truppen der RSF unter Mohammed Hamdan Daglo, insbesondere in der Hauptstadt Khartum strategisch wichtige Ziele an. Daraufhin brachen an vielen Orten Kämpfe zwischen den Streitkräften und der RSF aus.

### Einsätze
- Sezessionskrieg im Südsudan
- Libysch-Tschadischer Grenzkrieg
- Konflikt im Ostsudan
- Darfur-Konflikt
- „Operation Infinite Reach“ (Angriff der USA)
- Zweiter Kongokrieg
- Kämpfe um Abyei 2011
- Bürgerkrieg in Libyen 2011[20]
- Kampf um das Ölfeld Heglig 2012
- Bürgerkrieg im Südsudan seit 2013[21]
- Krieg im Jemen seit 2015
- Kämpfe im Sudan 2023

## Gliederung
Die Masse der SAF umfasst 14 Brigaden, (12 Infanterie- sowie je eine mechanisierte und Luftlandebrigade) und bildet 6/7 Infanterie- und eine Panzerdivision.
Sie sind in den fünf Wehrbereichen Khartum (Khartum), Khashm al Quirbah (Ostregion), al-Faschir (Westregion/Darfur), Schandi (Nordregion), Port Sudan (Rotes Meer) stationiert.
Eine 6. Infanteriedivision war im Südsudan stationiert und bildete den Wehrbereich in Juba.
Diese Division wurde in Darfur im Zuge des Darfur-Konfliktes neu aufgestellt und ist nun in al-Faschir stationiert. Eine weitere Infanteriedivision wurde in Darfur neu gebildet und ist in Nyala stationiert.
Zwei Panzerbrigaden und ein Aufklärungsbataillon bilden die in Khartum stationierte 7. Panzerdivision.
- 1. Infanteriedivision, al-Faschir/Darfur
- 2. Infanteriedivision, Khashm al Qirbah, Ostregion
- 3. Infanteriedivision, Nordsudan
- 4. Infanteriedivision, Zentralsudan
- 5. Infanteriedivision, al-Ubayyid, Südregion
- 6. Infanteriedivision, al-Faschir/Darfur
- 7. Panzerdivision, Khartum
- 16. Infanteriedivision, Nyala/Darfur

Zusätzlich sind in Khartum drei bis fünf Brigaden stationiert, die eine mobile Reserve bilden.
Des Weiteren sind seit 2014 eine unbekannte Anzahl von Soldaten wieder im Südsudan stationiert, die zusammen mit den Streitkräften des Südsudans die Ölfelder vor den Bürgerkriegswirren schützen sollen. Seit der Unabhängigkeit des Südsudan 2011 wird die Ölproduktion des Südsudan gemeinsam von beiden Ländern verwaltet, da die einzige Pipeline aus dem Südsudan nach Port Sudan führt und daher beide Staaten wirtschaftlich aufeinander angewiesen sind.
Am 1. April 2015 gab al-Baschir bekannt, dass sich der Sudan mit drei Suchoi-Su-24-Bombern bei der Militärintervention im Jemen beteiligen werde. Neben Flugzeugen erklärte al-Baschir zudem, dass der Sudan auf Wunsch auch eine Infanteriedivision bereitstellen werde. Die ersten Bodentruppen erreichten schließlich im Oktober 2015 den Jemen. Seitdem sind eine unbekannte Anzahl von sudanesischen Soldaten im Jemen stationiert.
Dem Wehrbereich Khartum sind zudem die Republikanische Garde unterstellt.
Dem Generalstab der SPAF direkt unterstellt ist der militärische Geheimdienst.
Ebenfalls dem Generalstab untergeordnet sind die fünf Wehrbereichskommandos, selbstständige Heeresverbände und die Kampftruppen. Das Heer hat keine eigenen Führungsstäbe, sondern untersteht dem Generalstab der SPAF.
Ebenfalls dem Generalstab unterstellt sind die Zentralen Militärischen Dienststellen. Sie nehmen Führungs- und Unterstützungsmaßnahmen wahr und erfüllen ihre Aufträge durch Schaffung von Grundlagen (z. B. auf Gebieten der Nachwuchswerbung, Ausbildung, Kostenrechnung, Fernmeldewesen) und unterstützen die Truppe durch besondere Dienststellen (z. B. Logistik, Artilleriewesen, Entwicklung von Waffen und Gerät).

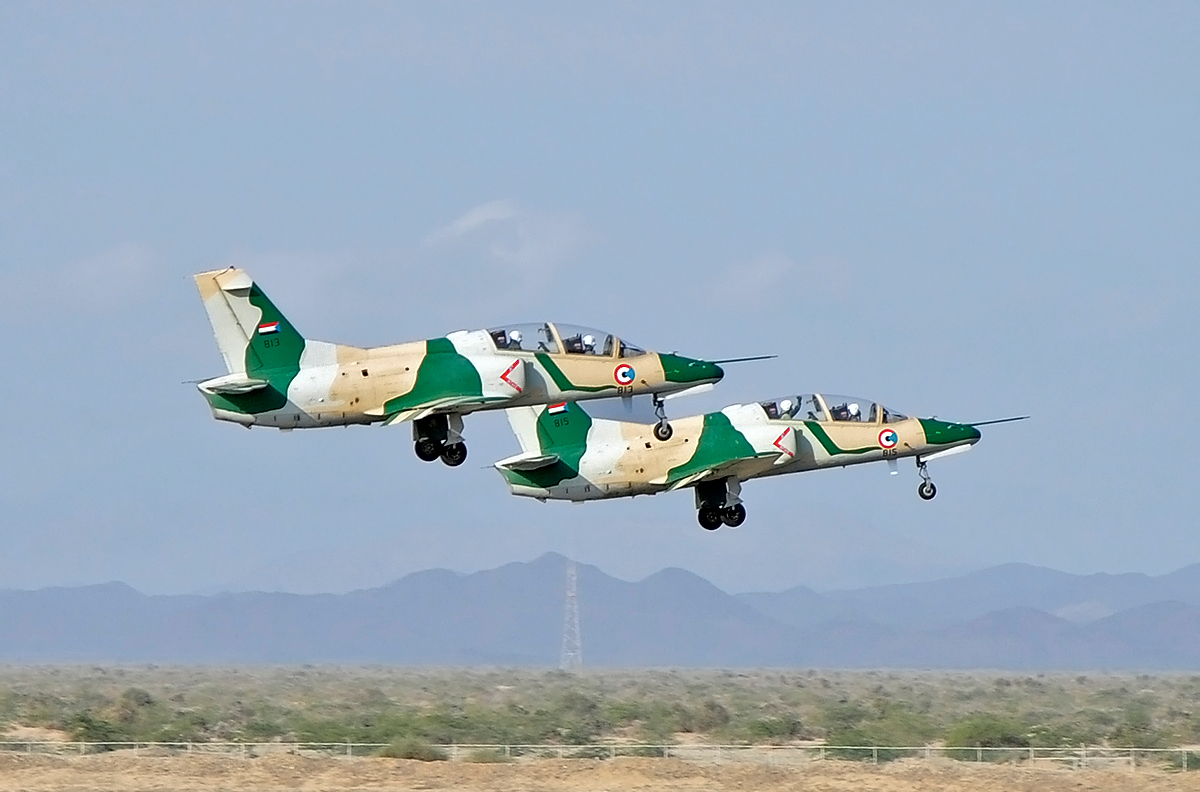
Hongdu JL-8 der sudanesischen Luftwaffe starten vom Militärflugplatz Bur Sudan

Zusätzlich unterstützen die SPAF mehrere zehntausend Kämpfer irreguläre Truppen in den verschiedenen Konflikten, wobei gerade die Dschandschawid (Rapid Support Forces) bekannt wurden. Gerade diese irregulären Streitkräfte des Sudans werden für schlimmste Kriegsverbrechen in Darfur und im Südsudan verantwortlich gemacht, etwa Massenexekutionen, Vergewaltigungen, Vertreibungen, Zerstörung von Dörfern und ethnische Säuberungen.

## Ausbildung
Bei der Ausbildung orientiert sich die SAF im Wesentlichen am britischen und ägyptischen Vorbild.
Führende Ausbildungsstätten sind die Sudanesische Militärschule in Wadi Sayedna, die höhere Militärakademie sowie die Stabsschule in Omdurman. Truppenschulen befinden sich in Karima (Infanterie) und Ash Shaajara (Panzer). Darüber hinaus unterhält jedes Korps noch ein eigenes Ausbildungszentrum, beispielsweise die Artillerieschule in Atbara. Jedes der fünf Wehrkreiskommandos ist verpflichtet, den erforderlichen Nachwuchs aus der eigenen Region zu rekrutieren.

## Chinesische Unterstützung
Die Zusammenarbeit Sudan-Volksrepublik China ist in den letzten Jahren trotz des Darfur UN-Embargos intensiver geworden. Der damalige chinesische Verteidigungsminister Cao Gangchuan bestätigte 2007 die militärischen Beziehungen zwischen beiden Ländern „in jedem Bereich zu vertiefen“ zu wollen.
Zwischen 1985 und 1989 betrugen die Waffenlieferungen 50 Mio. US-Dollar. Nach der Machtübernahme al-Baschirs 1989 betrug 1990 das Volumen bereits 400 Mio. US-Dollar. 1991 verkaufte China an den Sudan Waffen im Wert von 300 Mio. Dollar. 1996 betrug das Volumen 200 Mio. Dollar. Anschließend verhinderte die Volksrepublik als UNO-Vetomacht ein komplettes Waffenembargo gegen den Sudan.
China unterstützt seitdem den Sudan militärisch auf 3 Ebenen. Durch direkte Waffenverkäufe, als Lieferant für militärische Technologie, sowie durch Erlöse aus den Erdöl Einnahmen als Finanzier für weitere Waffenkäufe bei anderen Staaten. Insgesamt ist zu beobachten, dass das sudanesische Militär materiell in den letzten Jahren durch massive chinesische Hilfe, neben Südafrika, Algerien und Ägypten, zu einer der bestausgerüsteten Armeen Afrikas geworden ist,  und wirke „wie eine Kopie der Volksbefreiungsarmee“. Durch die internationale Kritik an den Waffenverkäufen half die Volksrepublik China durch Technologietransfer dem Sudan beim Aufbau einer autarken Waffenindustrie, die wiederum diese chinesischen Waffensysteme an andere afrikanische Staaten liefern kann. Die Verkäufe bringen dem Partner Sudan dringend benötigte Devisen und sprechen China vom eventuellen Vorwurf frei, illegale Waffengeschäfte zu tätigen oder Waffenembargos zu unterlaufen. Aus China stammen unter anderem Type 96, Type 59, Type 63 Kampfpanzer, Type 92 und Type 86 Schützenpanzer, WS-2 Langstrecken-, Type 81- und Typ 63 Raketenwerfer,  Type 59-I-130-mm und Type 54-122-mm Geschütze, HJ-8 und HJ-73D  Panzerabwehrraketen, HongYing-6 Luftabwehrraketen, Type 59 Flugabwehrkanonen, Guizhou JL-9, Hongdu JL-8, Chengdu J-7 und Shenyang J-6A Kampfjets, Nanchang Q-5 Jagdbomber, Shaanxi Y-8 Transportflugzeuge, Harbin Z-6 Hubschrauber, Dongfeng Lkws, QLZ87 Granatwerfer,  M99 Anti-Materiel Rifle, Typ 69-1 Panzerbüchsen, Type 80 Maschinengewehre, sowie Type 95, Type 81, Type 56 Sturmgewehre, Typ 56 Karabiner und QSZ-92 Pistolen.

## Ausrüstung
Die genaue Zahlen der SAF an Menschen und Material ist aus dem Ausland schwierig zu beantworten. Da Teile der Regierung unter anderem wegen Völkermordes angeklagt wurden, gegen das Land ein UN-Waffenembargo vorliegt, verschiedene Staaten dem Sudan vorwerfen, Terrororganisationen oder Rebellengruppierungen zu unterstützen, der Sudan keine offiziellen Zahlen über die Stärke seiner Armee herausgibt, das Land eine autarke Waffenindustrie aufgebaut hat und das Land an inneren Konflikten leidet, können nur Schätzungen über die Stärke der Armee angestellt werden. Die Stärke der Armee dürfte aufgrund der inneren Konflikte (etwa in Darfur oder Abyei) auch Schwankungen durchlaufen.
Der Sudan steht im Verdacht, chemische Waffen zu besitzen und diese in Darfur eingesetzt zu haben. Das Heer verfügt über folgende Ausrüstung:

### Fahrzeuge

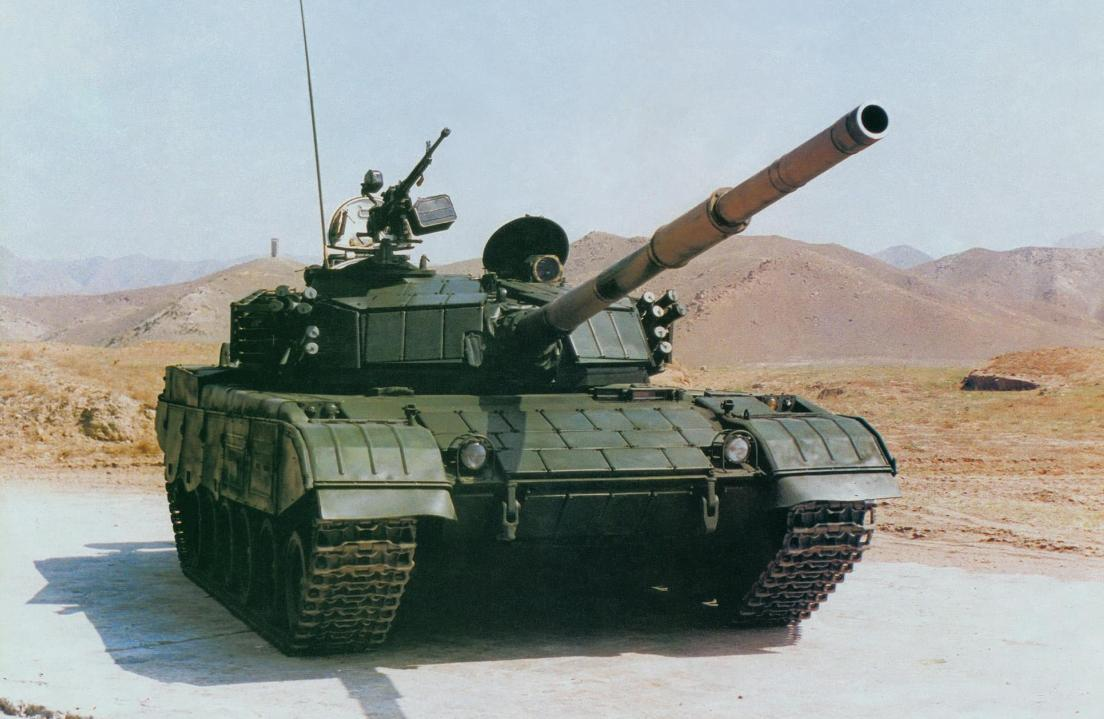
Type 85

| Typ           | Herkunft                             | Funktion               | Version          | Anzahl  | Anmerkungen |
| ------------- | ------------------------------------ | ---------------------- | ---------------- | ------- | --- |
| M60           | Vereinigte Staaten                   | Kampfpanzer            | A3               | 20      | |
| Type 59       | Sowjetunion Volksrepublik China      | Kampfpanzer            | Type 59 Type 59D | 60      | im Wesentlichen auf der Technik des sowjetischen T-54 basiert.                                                                                  |
| T-54 T-55     | Sowjetunion                          | Kampfpanzer            |                  | 305     | |
| T-72          | Sowjetunion                          | Kampfpanzer            | AV               | 70      | |
| Type 85       | Volksrepublik China Sudan            | Kampfpanzer            | Al-Bashier       | 10      | Unter Lizenz gebaut |
| WZ132         | Sowjetunion Volksrepublik China      | Leichter Panzer        |                  | 70      | orientierten sich die Ingenieure am Type 59, (der WZ132 eine verkleinerte Version des Type 59). der eine Kopie des sowjetischen T-54 darstellt. |
| Type 63       | Sowjetunion Volksrepublik China      | Leichter Panzer        |                  | 45      | ist eine Mischung aus dem sowjetischen leichten amphibischen Panzer PT-76 und dem mittleren Standardpanzer T-55.                                |
| Panhard AML   | Frankreich                           | Spähpanzer             | AML-90           | 6       | |
| BRDM-1 BRDM-2 | Sowjetunion                          | Spähpanzer             |                  | 70      | |
| Ferret        | Vereinigtes Königreich               | Spähpanzer             |                  | 50 – 80 | |
| Alvis Saladin | Vereinigtes Königreich               | Spähpanzer             |                  | 30 – 50 | |
| BMP-1 BMP-2   | Sowjetunion                          | Schützenpanzer         |                  | 135     | |
| BTR-3         | Ukraine                              | Schützenpanzer         |                  | 10      | |
| BTR-80        | Sowjetunion                          | Schützenpanzer         | A                | 7       | |
| WZ-523        | Volksrepublik China                  | Schützenpanzer         | IFV              |         | |
| BTR-50        | Sowjetunion                          | Mannschaftstransporter |                  | 20 – 30 | |
| BTR-70        | Sowjetunion                          | Mannschaftstransporter | M                | 10      | |
| BTR-152       | Sowjetunion                          | Mannschaftstransporter |                  | 50 – 80 | |
| M113          | Vereinigte Staaten                   | Mannschaftstransporter |                  | 36      | |
| OT-62 TOPAS   | Volksrepublik Polen Tschechoslowakei | Mannschaftstransporter |                  | 20      | |
| OT-64 SKOT    | Volksrepublik Polen Tschechoslowakei | Mannschaftstransporter |                  | 50      | |
| Rakhsh        | Iran                                 | Mannschaftstransporter |                  | 3+      | |
| WZ-551        | Volksrepublik China Sudan            | Mannschaftstransporter |                  | 10      | wird auch bei der staatlichen Sudanesischen Rüstungsfirma Military Industry Corporation produziert.                                             |
| M706          | Vereinigte Staaten                   | Mannschaftstransporter | V-150            | 55 – 80 | |
| Walid         | Vereinigte Arabische Republik        | Mannschaftstransporter |                  | 96      | |
| SarSar-2      | Sudan                                | MRAP                   |                  |         | |
| Nimr Ajban    | Vereinigte Arabische Emirate         | Mehrzweckfahrzeug      | 440A             | 4+      | |

### Artillerie
| Typ          | Herkunft                                  | Kaliber | Funktion          | Anzahl | Anmerkungen                                        |
| ------------ | ----------------------------------------- | ------- | ----------------- | ------ | -------------------------------------------------- |
| 2S1 Gvozdika | Sowjetunion                               | 122 mm  | Selbstfahrlafette | 56     |                                                    |
| MK F3        | Frankreich                                | 155 mm  | Selbstfahrlafette | 10     |                                                    |
| M101         | Vereinigte Staaten                        | 105 mm  | Haubitze          | 20     |                                                    |
| D-30         | Sowjetunion                               | 122 mm  | Haubitze          | 21     |                                                    |
| D-74         | Sowjetunion                               | 122 mm  | Haubitze          |        |                                                    |
| M-30         | Sowjetunion                               | 122 mm  | Haubitze          |        |                                                    |
| M-46         | Sowjetunion                               | 130 mm  | Haubitze          | 75     | Auch die chinesische Version Typ 59 wird verwendet |
| M114         | Vereinigte Staaten                        | 155 mm  | Haubitze          | 12     |                                                    |
| Typ 63       | Sowjetunion Volksrepublik China           | 107 mm  | Raketenwerfer     | 477    | ist ein Nachbau des sowjetischen Werfers BM-12     |
| Grad         | Sowjetunion                               | 122 mm  | Raketenwerfer     | 120    |                                                    |
| Saqr         | Sowjetunion Vereinigte Arabische Republik | 122 mm  | Raketenwerfer     | 50     | Ägyptische Version des BM-21 Grad                  |
| Typ 81       | Sowjetunion Volksrepublik China           | 122 mm  | Raketenwerfer     | 18     | Chinesische Version des BM-21 Grad                 |
| WS-1         | Volksrepublik China                       | 302 mm  | Raketenwerfer     | 1+     |                                                    |
| AM-49        |                                           | 120 mm  | Mörser            |        |                                                    |
| M-43         | Sowjetunion                               | 120 mm  | Mörser            |        |                                                    |
| W86          | Volksrepublik China                       | 120 mm  | Mörser            |        |                                                    |

### Panzerabwehrwaffen
| Typ           | Herkunft            | Funktion                | Anzahl |
| ------------- | ------------------- | ----------------------- | ------ |
| 9K11 Maljutka | Sowjetunion         | Panzerabwehrlenkwaffe   |        |
| HJ-8          | Volksrepublik China | Panzerabwehrlenkwaffe   |        |
| 9K135 Kornet  | Sowjetunion         | Panzerabwehrlenkwaffe   |        |
| M40A1         | Vereinigte Staaten  | Rückstoßfreies Geschütz | 40     |
| SiS-3         | Sowjetunion         | Kanone                  |        |
| M1944         | Sowjetunion         | Kanone                  |        |
| D-44          | Sowjetunion         | Kanone                  |        |

### Flugabwehrwaffen

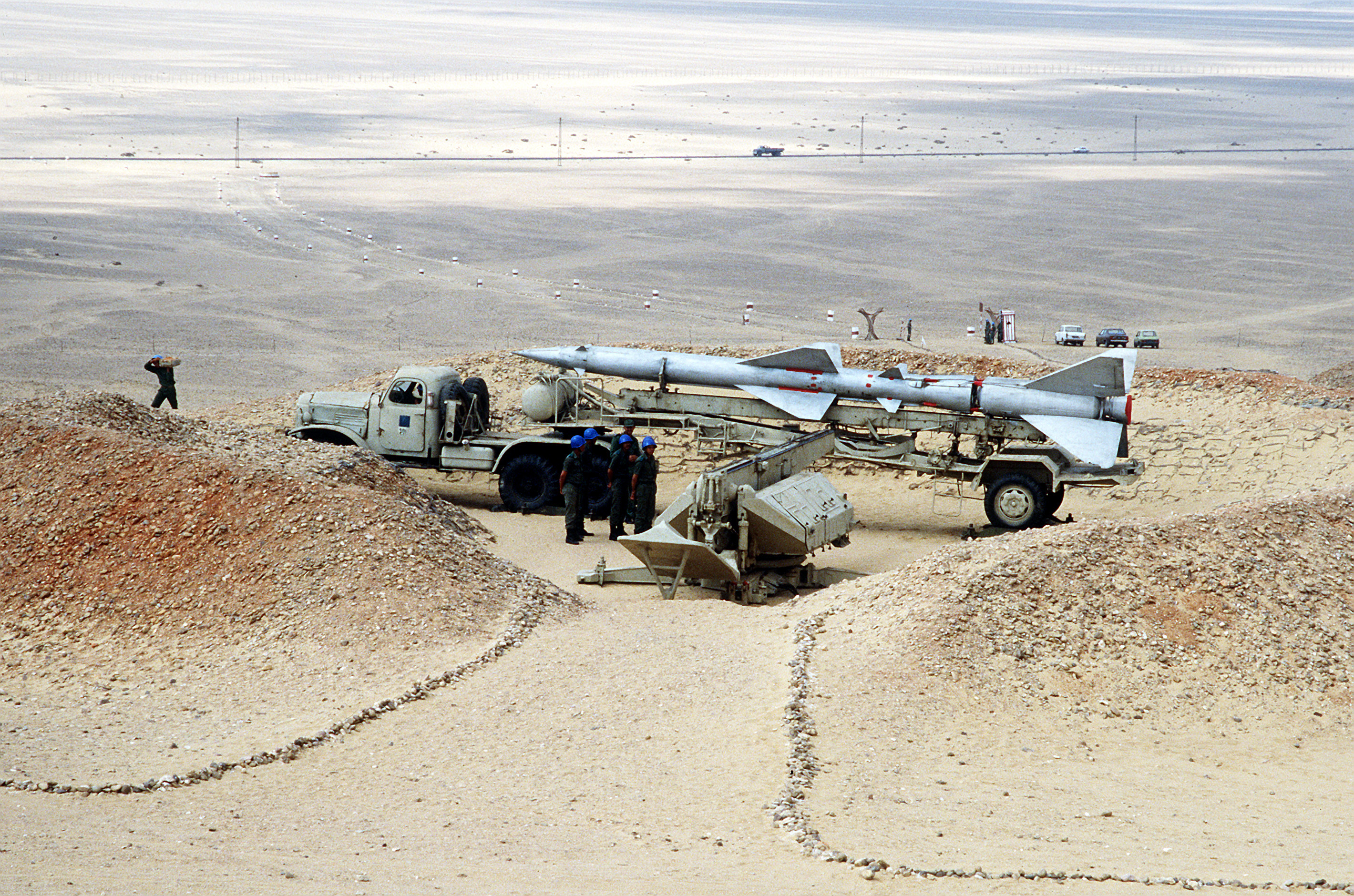
S-75 „Dwina“, 1985

| Typ           | Herkunft                        | Funktion         | Version | Anzahl | Anmerkungen                                                         |
| ------------- | ------------------------------- | ---------------- | ------- | ------ | ------------------------------------------------------------------- |
| M163 Vulcan   | Vereinigte Staaten              | Flugabwehrpanzer |         | 8      |                                                                     |
| Panhard M3    | Frankreich                      | Flugabwehrpanzer | VDA     | 12     |                                                                     |
| 9K32 Strela-2 | Sowjetunion                     | MANPADS          |         |        | vermutlich veraltet                                                 |
| HongYing-6    | Volksrepublik China Sudan       | MANPADS          |         |        | wird auch im Sudan produziert.                                      |
| 9K33 Osa      | Sowjetunion                     | Flugabwehrrakete |         | 4+     |                                                                     |
| ZPU-2 ZPU-4   | Sowjetunion                     | Maschinengewehr  |         | 740+   |                                                                     |
| Typ 63        | Sowjetunion Volksrepublik China | Flugabwehrkanone |         | 740+   | Chinesischer Nachbau der sowjetischen 37-mm-Flugabwehrkanone M1939. |
| S-60          | Sowjetunion                     | Flugabwehrkanone |         | 740+   |                                                                     |
| M1944         | Sowjetunion                     | Flugabwehrkanone |         | 740+   |                                                                     |
| SU-23         | Sowjetunion                     | Flugabwehrkanone |         | 50     |                                                                     |
| M1939         | Sowjetunion                     | Flugabwehrkanone |         | 80     | mehrere Waffen nicht funktionstüchtig                               |
| M167 VADS     | Vereinigte Staaten              | Flugabwehrwaffe  |         | 16     |                                                                     |

### Infanteriewaffen
- Pistole ČZ 75, Sturmgewehr Typ 56, M16-Kopie „Terab“, Sturmgewehr G3, Sturmgewehr Typ 95, Maschinenpistole MP5, Maschinengewehr MG3, PK-Maschinengewehr „Mokhtar“
- DSchK-Maschinengewehr „Khawad“

## Luftstreitkräfte

Kokarde der Sudanesischen Luftstreitkräfte

Die Sudanesische Luftwaffe (arabisch القوّات الجوّيّة السودانيّة) hat eine Personalstärke von 3000 Angehörigen und werden von Essam al-Din Saeed geleitet. Die Teilstreitkraft besaß (Stand: 2020) folgende Luftfahrzeuge:

### Flugzeuge

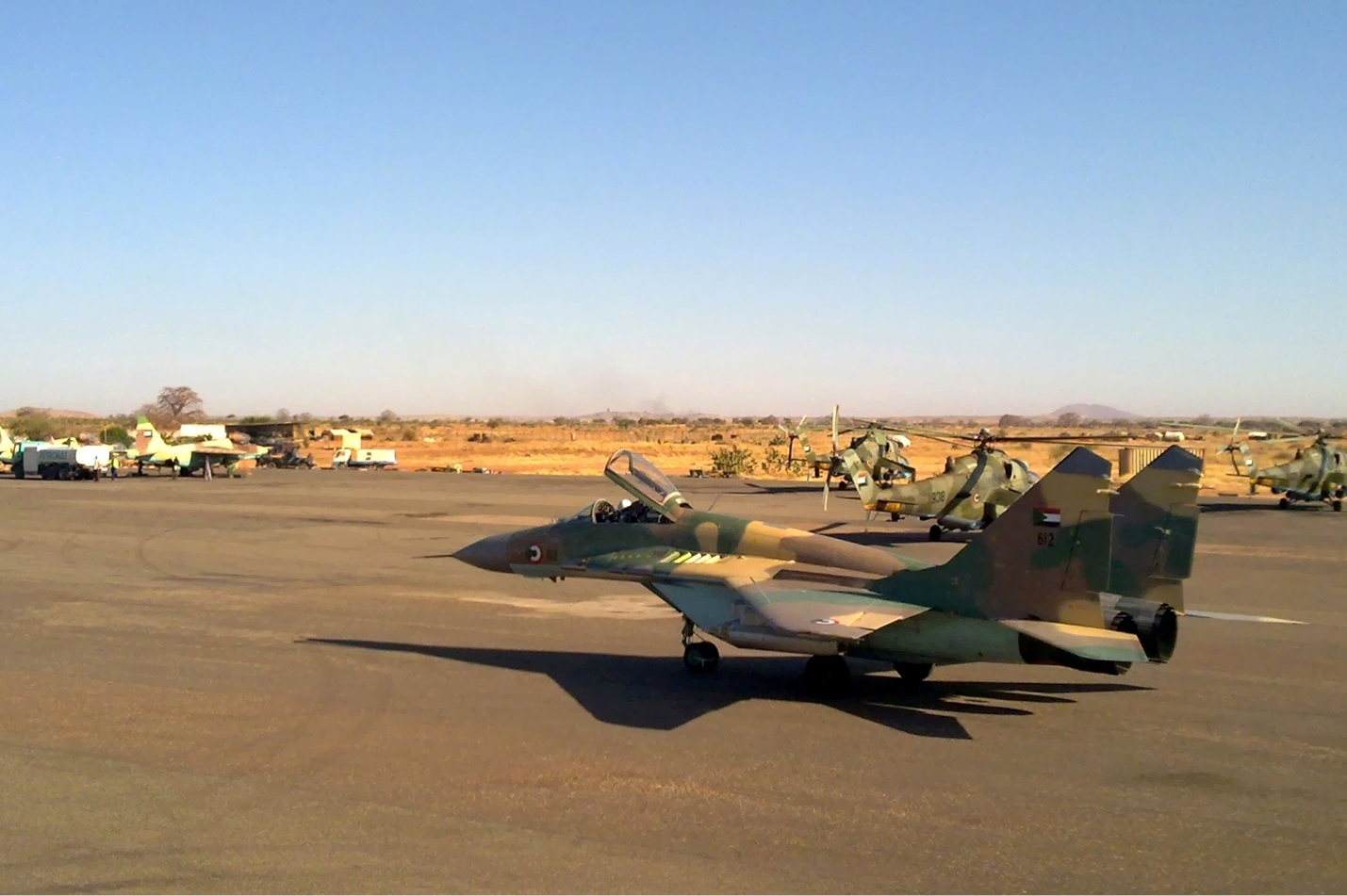
Sudanesische MiG-29

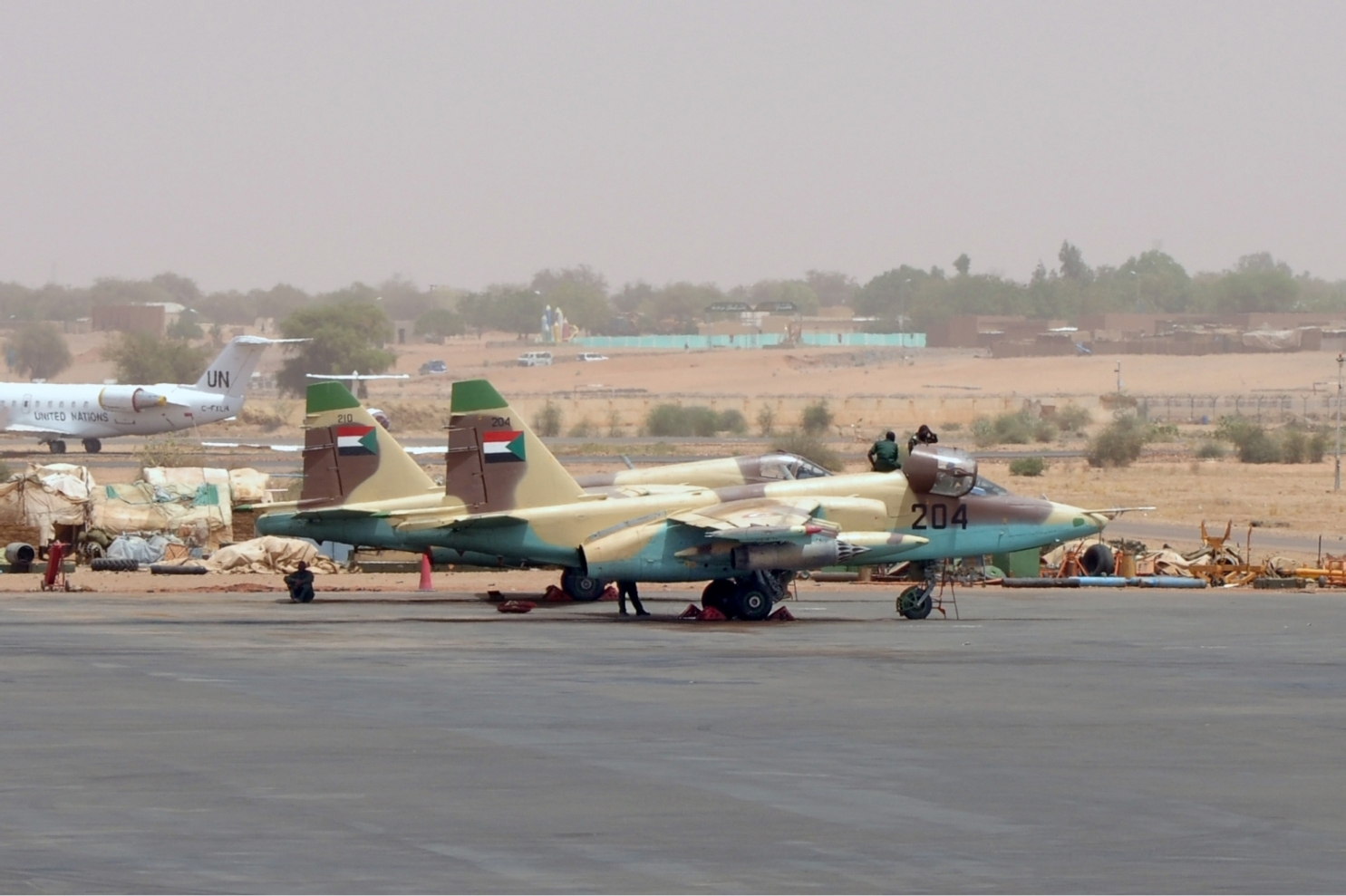
Zwei Su-25 Erdkampfflugzeuge

| Typ                         | Herkunft                        | Funktion                             | Version        | Anzahl         | Anmerkungen                                               |
| Kampfflugzeuge              | Kampfflugzeuge                  | Kampfflugzeuge                       | Kampfflugzeuge | Kampfflugzeuge | Kampfflugzeuge                                            |
| --------------------------- | ------------------------------- | ------------------------------------ | -------------- | -------------- | --------------------------------------------------------- |
| Nanchang Q-5                | Sowjetunion Volksrepublik China | Jagdbomber                           |                | 20             | Lizenzversion der sowjetischen Mikojan-Gurewitsch MiG-19. |
| Shenyang J-6                | Sowjetunion Volksrepublik China | Jagdflugzeug                         |                | 8              | Lizenzversion der sowjetischen Mikojan-Gurewitsch MiG-19. |
| Chengdu J-7                 | Sowjetunion Volksrepublik China | Abfangjäger                          |                | 20             | Lizenzversion der sowjetischen Mikojan-Gurewitsch MiG-21. |
| MiG-21                      | Sowjetunion                     | Abfangjäger                          |                | 4              |                                                           |
| MiG-23                      | Sowjetunion                     | Abfangjäger Jagdbomber               |                | 3              |                                                           |
| MiG-29                      | Sowjetunion                     | Mehrzweckkampfflugzeug Schulflugzeug |                | 10 1           |                                                           |
| Su-24                       | Sowjetunion                     | Bomber                               |                | 3              | Von Belarus und Russland geliefert                        |
| Su-25                       | Sowjetunion                     | Erdkampfflugzeug                     |                | 15             | 2008 von Belarus geliefert                                |
| Transportflugzeuge          |                                 |                                      |                |                |                                                           |
| Antonow An-12               | Sowjetunion                     | Transportflugzeug                    |                | 9              |                                                           |
| Antonow An-26               | Sowjetunion                     | Transportflugzeug                    |                | 4              |                                                           |
| Antonow An-30 Antonow An-32 | Sowjetunion                     | Transportflugzeug                    |                | 6              |                                                           |
| Lockheed C-130              | Vereinigte Staaten              | Transportflugzeug                    | C-130H         | 1              |                                                           |
| DHC-5                       | Kanada                          | Transportflugzeug                    |                | 1              |                                                           |
| Iljuschin Il-76             | Sowjetunion                     | Transportflugzeug                    |                | 1              |                                                           |
| Schulflugzeuge              |                                 |                                      |                |                |                                                           |
| Guizhou JL-9                | Volksrepublik China             | Schulflugzeug                        | FTC-2000       | 6              |                                                           |
| Hongdu JL-8                 | Volksrepublik China Pakistan    | Schulflugzeug                        |                | 5              |                                                           |
| Unbemannte Luftfahrzeuge    |                                 |                                      |                |                |                                                           |
| Ababil                      | Iran                            | Drone                                | Ababil-3       |                | [ 37 ] [ 38 ]                                             |
| CASC Rainbow                | Volksrepublik China             | Kampfdrohne                          | CH-3 CH-4      |                | [ 3 ] [ 37 ]                                              |
| Qods Mohajer                | Iran                            | Drone                                |                |                | [ 37 ] [ 38 ]                                             |

### Hubschrauber

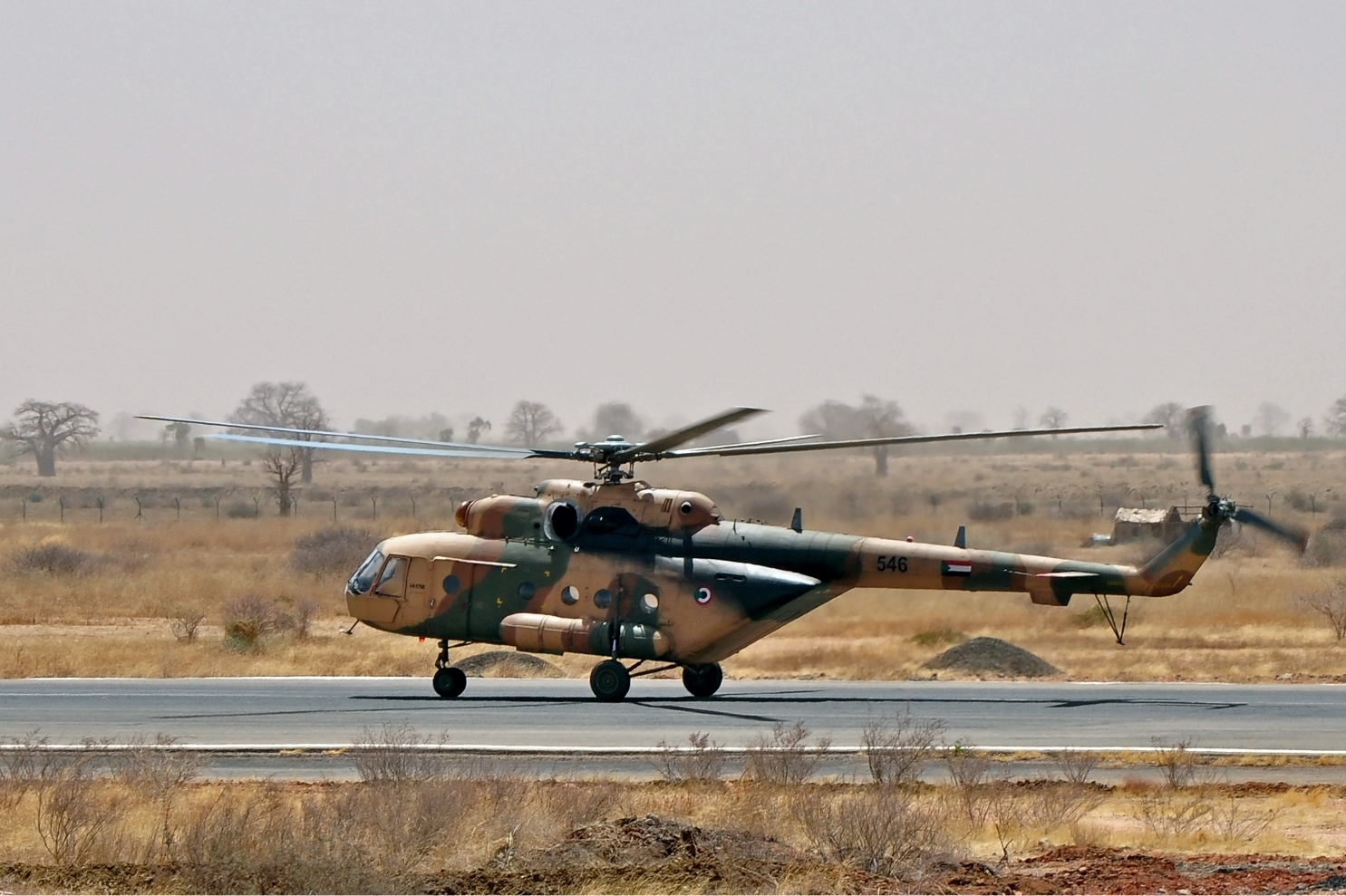
Mil Mi-8 der Sudanesischen Luftstreitkräfte

| Typ       | Herkunft           | Funktion              | Version           | Anzahl | Anmerkungen |
| --------- | ------------------ | --------------------- | ----------------- | ------ | ----------- |
| Bell 205  | Vereinigte Staaten | Mehrzweckhubschrauber |                   | 2      |             |
| Bell 212  | Vereinigte Staaten | Mehrzweckhubschrauber |                   | 3      |             |
| Mil Mi-2  | Sowjetunion        | Mehrzweckhubschrauber |                   | 1      |             |
| Mil Mi-8  | Sowjetunion        | Mehrzweckhubschrauber | Mi-8 Mi-17 Mi-171 | 24     |             |
| Mil Mi-24 | Sowjetunion        | Kampfhubschrauber     | Mi-24 Mi-35       | 43     |             |

### Waffensysteme
| Typ         | Herkunft    | Funktion         | Anzahl | Anmerkungen         |
| ----------- | ----------- | ---------------- | ------ | ------------------- |
| S-75 Dwina  | Sowjetunion | Flugabwehrrakete | 90     | vermutlich veraltet |
| Wympel R-3  | Sowjetunion | Luft-Luft-Rakete |        | vermutlich veraltet |
| Wympel R-60 | Sowjetunion | Luft-Luft-Rakete |        |                     |
| Wympel R-73 | Sowjetunion | Luft-Luft-Rakete |        |                     |
| Wympel R-77 | Sowjetunion | Luft-Luft-Rakete |        |                     |

## Seestreitkräfte

Seekriegsflagge des Sudan

Die Sudanesische Marine wurde 1962 mit Jugoslawischer Hilfe aufgestellt und verfügt über Stützpunkte in Bur Sudan, Kusti und Khartum. Laut dem International Institute for Strategic Studies besitzt die 1300 Soldaten starke Marine elf Patrouillenboote, fünf Landungsschiffe und vier Hilfsschiffe.

## Einheimische Rüstungsindustrie
Eine besondere Rolle im Sudan wie auch in der Region nimmt die sudanesische Rüstungsindustrie ein. Der staatliche Rüstungskonzern Military Industry Corporation ist auf dem Weg, der größte militärische Rüstungskonzern Afrikas zu werden. In den letzten Jahren wurde die Komplexe der Yarmouk-Waffenfabrik enorm ausgebaut. Somit kann der Sudan trotz des Darfur UN-Embargos die meisten seiner Waffensysteme selbst produzieren bzw. Ersatzteile und Munition herstellen und ist damit militärisch weitgehend autark. In den letzten Jahren ist es zu einer verstärkten Exporttätigkeit gekommen.
Auch in der Luftfahrttechnik ist der Sudan bemüht, möglichst autark zu agieren und hat mit der Produktion einheimischer Hubschrauber unter der Bezeichnung „Safat 02“ begonnen.
Die einheimische Produktion von Nanchang A-5-Jagdbombern sowie Mil Mi-8- und Mi-24-Hubschraubern ist geplant.